# Montabon
Montabon è un comune francese soppresso e frazione del dipartimento della Sarthe nella regione dei Paesi della Loira. Dal 1º ottobre 2016 si è fuso con i comuni di Château-du-Loir e Vouvray-sur-Loir per formare il nuovo comune di Montval-sur-Loir.

## Società

### Evoluzione demografica
Abitanti censiti